# Арнольд Шенберг
Арнольд Ше́нберг (нім. Arnold Schönberg; 13 вересня 1874, Відень — 13 липня 1951) — австрійський композитор, художник, педагог, музичний теоретик, диригент єврейського походження. Найбільший представник музичного експресіонізму, засновник Нової віденської школи, автор таких технік, як додекафонія і серійна техніка.
Вважається одним з найвпливовіших композиторів початку XX-го століття.

## Біографія
Шенберг народився 13 вересня 1874 року у Відні в сім'ї небагатого купця єврейського походження. З 8 років починає вчитись гри на скрипці, згодом — на віолончелі; приблизно у той самий час робить перші спроби компонування. У 15 років втратив батька. Композицію, музичну теорію та історію опановує здебільшого самостійно. Значний вплив на розвиток композитора мали уроки А. Цемлінського, хоч і тривали всього декілька місяців.
У 1895—1899 роках керував хором металургів у Штоккерау біля Відня, що давало доволі скромний заробіток. У 1901 одружується із Матильдою Цемлінською, і вони переїжджають до Берліна, де Шенберг працює диригентом у кабаре Ернеста Вольцогена. В цей період також певний час викладає в консерваторії Штерна. З 1903 викладає у школі Шварвальд у Відні. Серед його учнів — Антон фон Веберн, Альбан Берг, Ернст Кшенек, Стефанія Туркевич, Еґон Веллес і Ганс Ейслер. У 1904 році входить до щойно заснованого Товариства творчих артистів-музикантів, яке, щоправда, майже одразу розпалося. 1907 року Шенберг також починає малювати картини, які в певний момент були відомішими публіці, ніж його музика. 
Влітку 1908 року дружина Шенберга Матильда залишила його, закохавшись в художника Ріхарда Герстля. Коли вона повернулася до чоловіка і дітей, Герстль покінчив життя самогубством. Це збіглося з переглядом музичної естетики Шенберга, і кардинальною зміною стилю. В 1911 випускає підручник гармонії (Harmonielehre), в якому узагальнив свої міркування про музику та педагогічний досвід.
З 1925 — професор композиції в Прусській академії мистецтв у Берліні, де працював до 1933 року. 1933 року з приходом до влади нацистів був звільнений з посади професора й невдовзі змушений був покинути Німеччину й переїхати до Франції, а потім до США, де спочатку викладав у Консерваторії Малкина в Бостоні, з 1935 року — в університеті Південної Каліфорнії, а з 1936 року — в Каліфорнійському університеті в Лос-Анджелесі. У 1940 році Шенберг отримав громадянство США. Композитор помер у Лос-Анджелесі 13 липня 1951 року.

## Творчість
Заведено виділяти три творчих періоди Шенберга. Твори першого періоду (ор. 1-10, 12-14) продовжують традиції пізньоромантичного мистецтва Р. Ваґнера, А. Брукнера, Р. Штрауса і Г. Малера. Водночас уже ранній творчості Шенберга притаманні лаконічність викладу ідеї та прозора фактура. Критики відзначають також логічність розвитку і структурну чіткість у його творах, а також майстерну поліфонічну техніку, що зближує його з Й. Брамсом. Серед найзначніших творів — секстет «Просвітлена ніч» (1899) та симфонічна поема «Пелеас і Мелізанда» (1902).
У творах другого періоду 1905—1910 років («Камерна симфонія» (1906) та ін.) спостерігається схильність композитора до експресіонізму. Напружений емоційний лад творів цього періоду зближує композитора з поетами та художниками експресіоністами, творам цього періоду характерна напруженість, підвищена експресивність та деформованість образів, ускладнення тональної системи, загостреність засобів музичної виразності.
З 1909 року починається третій етап творчості Шенберга, що характеризується відмовою від тональної системи, та утвердженням атональності, що спирається на дисонантні інтервали без розв'язання у консонанс. Серед перших атональних творів — 3 фортепіанні п'єси ор.11 та монодрама «Очікування» (Erwartung) ор.17. У циклі мелодекламацій «Місячний П'єро» Шенберг пропонує принципово новий прийом вокального виконавства — Шпрехгезанг (нім. Sprechgesang — букв. мова-голос), це дещо середнє між вільним інтонуванням мови та співом.
Пошуки гармонічної організації звуків приводять композитора до винаходу додекафонії. Серед перших додекафонічних творів — Сюїта для фортепіано, ор.25 (1921—1923), варіації для оркестру (1928).

## Цікаві факти

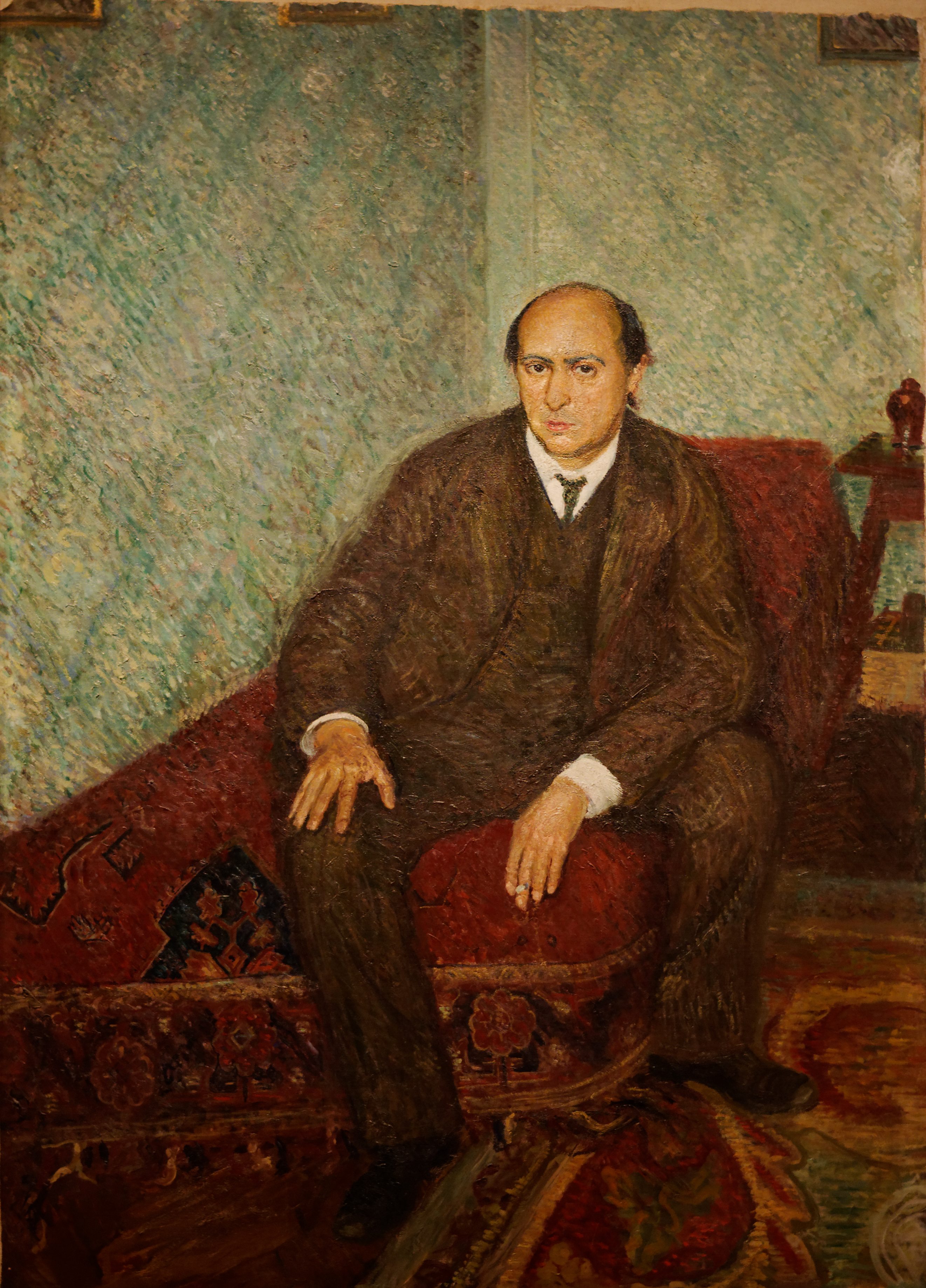
Арнольд Шенберг, картина Ріхарда Герстля, 1906.

Арнольд Шенберг потерпав на трискаїдекафобію. Саме тому його остання опера має граматично неправильну назву «Мойсей і Арон» («Moses und Aron») замість правильної «Мойсей і Аарон» («Moses und Aaron»): друга назва складається з тринадцяти букв. Народившись 13-го числа, він усе життя вважав, що це погана прикмета, і 13-го числа помер. Одного разу Шенберг відмовився взяти в оренду будинок під номером тринадцять і боявся того дня, коли доживе до 76 років, бо в сумі ці цифри становлять тринадцять. 1950 року в зверненні до Шенберга композитор Оскар Адлер наголосив на зловісності суми 7 + 6, і це очевидно загострило фобію. Зі слів Ґертруди, дружини композитора, в останній день свого життя, 13 липня 1951 року, Шенберг не вставав з ліжка, відчувши наближення смерті. Помер цього ж вечора, об 11:45, не доживши до 11:47 — часу, в позначенні якого сума годин і хвилин становить тринадцять.
1898 року Шенберг перейшов на протестантську конфесію, а в 1933-му знову повернувся до юдаїзму, відбувши в паризькій синагозі належний обряд.

## Твори

### Опери
- «Очікування» («Erwartung») — Монодрама для сопрано і оркестру, op. 17 (1909)
- «Щаслива рука» («Die Glückliche Hand») — Драма з музикою для хору і оркестру, op. 18 (1910—1913)
- «З сьогодні на завтра» («Von heute auf morgen») — одноактна опера для 5 голосів і оркестру, op. 32 (1929)
- «Мойсей і Арон» («Moses und Aron») — Опера в трьох діях (1930—1950, незакінчена)

### Для оркестру
- «Просвітлена ніч» («Verklärte Nacht»), op. 4 (1899)
- «Пісні Гурре» — для соліста, хору і оркестру (1900, оркеструва́ння 1911)
- «Пеллеас і Мелісанда» («Pelleas und Melisande») op. 5 (1902/03)
- Камерна симфонія № 1 op. 9 (1906)
- 5 п'єс для оркестру, op. 16 (1909)
- Три маленькі п'єси для камерного оркестру (1910)
- Варіації для оркестру, op. 31 (1926/28)
- Музика до кіносцени (Begleitmusik zu einer Lichtspielszene) для оркестру, op. 34 (1930)
- Камерна симфонія № 2, op. 38 (1906/39)
- Тема і варіації для духового оркестру, op. 43a (1943)
- Тема і варіації для симфонічного оркестру, op. 43b (1943)
- «Уцілілий з Варшави», op. 46 (1947)

#### Інструментальні концерти
- Концерт для скрипки з оркестром, op. 36 (1934/36)
- Концерт для фортепіано з оркестром, op. 42 (1942)

#### Для хору та оркестру
- «Всі обітниці» («Kol nidre») для хору і оркестру, op. 39 (1938)
- Прелюдія до «Genesis» для хору і оркестру, op. 44 (1945)
- «Сучасний псалом» для читця, змішаного хору і оркестру op. 50c (1950, незакінчений)

### Для голосу із супроводом
- 2 Пісні — для баритона і фортепіано, op. 1 (1897—1898)
- 4 Пісні — для голосу і фортепіано, op. 2 (1899)
- 6 Пісень — для голосу і фортепіано, op. 3 (1899/1903)
- Пісні Гуре (Gurre-Lieder) (1901—1911)
- 8 Пісень — для сопрано і фортепіано, op. 6 (1903/05)
- 6 Пісень з оркестром, op. 8 (1903/05)
- 2 Балади — для голосу і фортепіано, op. 12 (1906)
- 2 Пісні — для голосу і фортепіано, op. 14 (1907/08)
- 15 віршів з «Книги висячих садів»

(15 Gedichte aus Das Buch der hängenden Gärten) Штефана Георге op. 15 (1908/09)
- «Herzgewächse» для високого сопрано, челести, фісгармонії та арфи, op. 20 (1911)
- «Місячний П'єро» («Pierrot lunaire») — мелодрама для голосу і ансамблю на вірші Альбера Жиро, ор. 21 (1912)
- 4 Пісні для голосу і оркестру, op. 22 (1913/16)
- Серенада для ансамблю і баритона, op. 24 (1920/23)
- Ода Наполеонові для голосу і фортепіанного квінтету, op. 41 (1942)
- 3 Пісні для низького голосу і фортепіано op. 48 (1933—1943)

### Для хору
- «Мир на землі» («Friede auf Erden»), op. 13 (1907)
- 4 П'єси для змішаного хору, op. 27 (1925)
- 3 Сатири для змішаного хору, op. 28 (1925/26)
- 6 п'єс для чоловічого хору, op. 35 (1930)
- «Тричі тисяча років» («Dreimal tausend Jahre») для змішаного хору, op. 50a (1949)
- 3 німецькі народні пісні для хору, op. 49 (1948)
- Псалм 130 «De profundis» («З глибини») для змішаного хору, op. 50b (1949—1950)

### Камерно-інструментальні
- Струнний квартет № 1, ре мінор, op. 7 (1904/05)
- Струнний квартет № 2, фа-дієз мінор (з сопрано), op. 10 (1907/08)
- Духовий квінтет, op. 26 (1924)
- Сюїта, op. 29 (1925)
- Струнний квартет № 3, op. 30 (1927)
- Струнний квартет № 4, op. 37 (1936)
- Струнне тріо, op. 45 (1946)
- Фантазія для скрипки з фортепіано, op. 47 (1949)

### Для інструментів соло
- 3 П'єси для фортепіано, op. 11 (1909)
- 6 Маленьких п'єс для фортепіано, op. 19 (1911)
- 5 П'єс для фортепіано, op. 23 (1920/23)
- Сюїта для фортепіано, op. 25 (1921/23)
- 2 П'єси для фортепіано, op. 33a (1928) & 33b (1931)
- Варіації на «Речитатив» для органу, op. 40 (1941)